# Anatolie Botnari
Anatolie Botnari (în rusă Анатолий Ботнарь) (n. 3 mai 1950, satul Pitușca, raionul Călărași) este un cleric ortodox din Republica Moldova, care a îndeplinit începând din anul 1998 rangul de episcop de Cahul și Comrat (aflându-se sub oblăduirea canonică a Patriarhiei Moscovei), iar din 2021 este Arhiepiscop al aceleiași Eparhii.

## Studii
Anatolie Botnari s-a născut la data de 3 mai 1950, în satul Pitușca din raionul Călărași (RSS Moldovenească), în familia citețului Toma Botnari. A primit la naștere numele + patronomicul de Gheorghe Tomici Botnari. Familia din care provenea era profund credincioasă, tatăl punându-i pe copii să facă de câteva ori pe săptămână rugăciunea de dimineață împreună, citindu-se și acatistul sfântului zilei sau acatistul Mântuitorului, al Maicii Domnului și, în mod obligatoriu, canonul Îngerului păzitor. Astfel, la vârsta de 6 ani, copilul Gheorghe deja citea în strană, unde tatăl le amenajase un mic analog, special pentru copii .
În anul 1967 a absolvit cu note mari cursurile Școlii Secundare, fiind premiant la Olimpiadele republicane de matematică. După absolvire, a încercat să dea admiterea la Seminarul Teologic din Moscova, deplasându-se la Zagorsk (Serghiev Posad), însă dosarul său de admitere a fost respins pe motivul că nu-și satisfăcuse încă serviciul militar obligatoriu. Revine apoi în satul natal, unde i s-a oferit postul de profesor de matematică la clasele V-VII, dar refuză, fiind hotărât să devină preot.
În perioada august 1967 - noiembrie 1968 a făcut parte dintr-o expediție topogeodezică ce executa lucrări cartografice pe teritoriul Moldovei și al regiunii Odesa. Împlinind vârsta de 18 ani, este încorporat în cadrul Armatei Sovietice, efectuându-și între anii 1968-1970 serviciul militar obligatoriu ca topogeodezist-operator.
În anul 1971 a fost admis la Seminarul Teologic din Odesa (Ucraina), pe care l-a absolvit în anul 1974, cu calificativ superior. A fost hirotonit ca diacon la 3 martie 1974 în Catedrala "Adormirea Maicii Domnului" (Uspenia) din orașul Odesa de către mitropolitul Serghie Petrov de Odesa și Cherson. La data de 31 martie al aceluiași an este hirotonit în cinul preoțesc în Biserica "Adormirii Maicii Domnului" a mănăstirii de călugări din Odesa de către același mitropolit. În anul 1974, la absolvirea Seminarului Teologic din Odesa, este decorat cu nabederniță  de către mitropolitul de Odesa și Cherson.

## Slujirea ca preot
La sfârșitul studiilor la Seminar, Comisia de repartizare a Patriarhiei Moscovei l-a trimis ca preot în Eparhia Chișinăului și Republicii Moldova. Între anii 1974-1975 slujește ca preot-paroh la Biserica "Sf. Arhanghel Mihail" din satul Coșcodeni din raionul Lazov (astăzi Sîngerei). Oamenii din acest sat erau credincioși, în ciuda puternicei propagande antireligioase.
Este transferat apoi ca preot-paroh la Biserica "Sf. Arhanghel Mihail" din satul Abaclia (raionul Basarabeasca), unde a slujit în perioada 1975-1998. După cum își amintea pr. Gheorghe Botnari, atmosfera din Abaclia era exact opusă celei din Coșcodeni, aici desfășurându-se o bogată propagandă ateistă. Copiii din sat erau lipsiți de educație și tradiție creștinească, iar intelectualii, dar și mulți alți săteni, considerau că este rușinos chiar și să se salute cu slujitorul altarului. Deși s-a gândit inițial să solicite o altă parohie, a rămas la Abaclia. A avut în grijă și satele din apropiere unde nu existau biserici. Locuitorii din aceste sate erau îndeosebi etnici bulgari și găgăuzi.
În decursul celor 23 ani în care a slujit în satul Abaclia, pr. Gheorghe Botnari a reușit să îndrepte spre biserică pe majoritatea enoriașilor săi, oferind cursuri de catehizare pentru aceștia. Ca o recunpoaștere a efoturilor depuse acolo, IPS  Ionatan Kapolovici, Arhiepiscopul Chișinăului și al întregii Moldove, i-a acordat dreptul de a purta scufia violetă (cu ocazia sărbătorilor de Paști din anul 1977) și apoi și camilafca (1980).
În anul 1984, cu ocazia Sărbătorii Paștilor, Patriarhul Pimen Izvekov al Moscovei și al întregii Rusii l-a decorat cu o cruce pectorală de aur. În anul 1990, cu ocazia aniversării a 400 de ani de la înființarea Patriarhiei Rusiei, ca o recunoaștere a activității sale pastorale exemplare, Patriarhul Pimen al Moscovei l-a ridicat pe pr. Botnari la rangul de protoiereu, conferindu-i dreptul de a purta pallium-ul (palița). În anul 1994, cu ocazia aniversării a 20 de ani de slujire ca preot, episcopul Vichentie Moraru al Tighinei i-a conferit dreptul de a purta mitra și crucea cu diamante, devenind astfel protoiereu mitrofor.
Cu prilejul sărbătorilor de Paște din anul 1996, pentru meritul de a fi efectuat reparația capitală a lăcașului de cult în care slujea, mitropolitul Vladimir Cantarean al Chișinăului și al întregii Moldove i-a acordat dreptul de a oficia Sfânta Liturghie cu Ușile Împărătești deschise până la „Cântarea Heruvimilor”. După încă doi ani, IPS Vladimir i-a acordat dreptul de a oficia Sfânta Liturghie cu Ușile Împărătești deschise până la rugăciunea „Tatăl nostru”.
Protoiereul mitrofor Gheorghe Botnari a absolvit în anul 1998 cursurile la „fără frecvență” ale Academiei Teologice de la Moscova. Soția sa a murit într-un accident de automobil.

## Episcop de Cahul și Căușeni
În ședința sa din 17 iulie 1998, Sfântul Sinod al Bisericii Ortodoxe Ruse a luat hotărârea de înființare a Episcopiei de Cahul și Căușeni și de numire ca episcop al acesteia pe protoiereul mitrofor Gheorghe Botnari, după tunderea în monahism și ridicarea sa la rangul de arhimandrit.
La data de 28 august 1998, de sărbătoarea Adormirii Maicii Domnului, în cadrul slujbei de seară din Catedrala "Sf. Mare Mucenic Teodor Tiron" din Chișinău, mitropolitul Vladimir al Chișinăului l-a tuns în monahism pe pr. Gheorghe Botnari (preot de mir văduv), care a primit numele de Anatolie, în cinstea Sfântului Mucenic Anatolie (prăznuit în ziua de 23 aprilie/6 mai). Două zile mai tâziu, la 30 august, în cea dea 12 duminică după Cincizecime, în cadrul Sfintei Liturghii a fost ridicat, conform deciziei sinodale, la treapta de arhimandrit de către IPS Vladimir.
La data de 11 septembrie 1998, arhimandritul mitrofor Anatolie Botnari a fost ales Episcop de Cahul și Căușeni în Catedrala „Sfânta Treime” a Mănăstirii „Sf. Daniil” din Moscova. A fost hirotonit la 12 septembrie 1998 în treapta de episcop în aceeași catedrală de către Patriarhul Aleksei al II-lea al Moscovei, asistat de către mitropolitul Pitirim Neceaev de Volokolamsk și Iuriev, mitropolitul Vladimir Cantarean al Chișinăului și al întregii Moldove, arhiepiscopul Serghie Fomin de Solnechnogorsk, arhiepiscopul Arsenie Epifanov de Istra, episcopul Tihon Emelianov de Bronițk, episcopul Aleksei Frolov de Orehovo-Zuevo și episcopul Iustinian Ovcinicov de Dubăsari.
Din data de 6 octombrie 1999, PS Anatolie poartă titlul de Episcop de Cahul și Lăpușna . Sediul episcopal este în orașul Hîncești, apoi din anul 2001 pe cel de Episcop de Cahul și Comrat. Din 16 mai 2021 este Arhiepiscop de Cahul și Comrat.
Arhiepiscopul Anatolie Botnari a fost decorat cu Ordinul "Gloria Muncii" (2000, acordat prin Decretul președintelui Republicii Moldova, Petru Lucinschi) - "pentru merite deosebite în renașterea spirituală și morală a societății" .
În anul 2004, președintele Vladimir Voronin i-a dat asigurări PS Anatolie că va sprijini proiectul construirii unei sediu episcopal în municipiul Cahul , dar nici până acum nu s-a început construirea sediului.

## Citat
„Din tinerețile mele am năzuit din toată inima să slujesc lui Hristos. M-am născut și am crescut într-o familie cucernică și visam să ajung preot, dar niciodată în viață nu am îndrăznit să voiesc înalta slujire arhierească, fiind pregătit pentru a-mi sluji toată viața poporul doar la parohie. (...) Primind vestea că voi fi chemat spre slujire arhipăstorească și, conștientizând toate cele spuse acum, m-am afundat în adâncul sufletului meu, mi-am cercetat minuțios conștiința, am scrutat atent ungherele inimii în căutarea comorilor duhovnicești trebuincioase mie pentru slujirea viitoare. Cercetând, însă, toate ascunzișurile sufletului și negăsind cele căutate, am văzut că pot să mă laud doar cu neputințele mele (2 Cor. 12, 9), cu sărăcia duhovnicească; cu multe slăbiciuni și neajunsuri, cu nepregătirea pentru înalta și responsabila slujire arhipăstorească. Mărturisesc neputința mea, istovit fiind adesea în vremea slujirii mele păstorești în zilele îndurerate ale vieții particulare .”—PS Anatolie Botnari